# Chondropsis (esponja)
Chondropsis é um género de esponjas pertencente à família Chondropsidae.
As espécies deste género podem ser encontradas na África do Sul, na Malásia e na Austrália.
Espécies:
- Chondropsis arenacea (Dendy, 1917)
- Chondropsis arenifera Carter, 1886
- Chondropsis australis (Lendenfeld, 1888)
- Chondropsis ceratosus Kirkpatrick, 1900
- Chondropsis chaliniformis
- Chondropsis columnifera Dendy, 1895
- Chondropsis confoederata (Lamarck, 1814)
- Chondropsis isimangaliso Samaai, Pillay & Janson, 2019
- Chondropsis kirkii (Bowerbank, 1841)
- Chondropsis lamella (Lendenfeld, 1888)
- Chondropsis macropsamma (Lendenfeld, 1888)
- Chondropsis subtilis Calcinai, Bavestrello, Bertolino, Pica & C.Wagner
- Chondropsis topsenti Dendy, 1895
- Chondropsis wilsoni Dendy, 1895